# 克拉利基
克拉利基是捷克的城鎮，位於該國東北部，距離奧爾利采河畔烏斯季，由帕爾杜比采州負責管轄，面積52.78平方公里，海拔高度550米，2006年人口總數為4,651。

## 外部連結
- Municipal website (cz, en, de, pl)